# Akaste (piastunka)
Akaste (gr. Ἀκάστη Akástē, łac. Acaste) – w mitologii greckiej piastunka córek króla Adrastosa.